# マーティンズバーグ (ウェストバージニア州)
マーティンズバーグ（英: Martinsburg）は、アメリカ合衆国ウェストバージニア州東パンハンドル地域にある都市。バークレー郡の郡庁所在地である。人口は1万8777人（2020年）。メリーランド州に跨るヘイガーズタウン・マーティンズバーグ都市圏を形成している。

## 歴史
マーティンズバーグはアメリカ独立戦争中の1778年に、ポトマック川上流にアダム・スティーブン将軍が設立したヨーロッパ系アメリカ人開拓地だった。スティーブンは、バージニア植民地の大土地所有者第6代フェアファックス・オブ・カメロン卿トマス・フェアファックスの甥トマス・ブライアン・マーティンにちなんで町の名前を付けた。
ジョージア調の邸宅、アスペン・ホールは市内最古の家屋である。その一部は1745年にエドワード・ビーソンが建てており、その住人が地域の農業、宗教、交通、政治の歴史に重要な役割を果たしてきた。フレンチ・アンド・インディアン戦争、アメリカ独立戦争、南北戦争に関連して重要な出来事がこの敷地で起こって来た。最初の3棟の建物が今も残っており、その中にはメンデンホールの砦の珍しい小要塞もある。こういった影響もあり、民主党の影響力が強い地域としても知られる。
現在のウェストバージニア州となっている領域では最初の郵便局が1792年に設立された。当時マーティンズバーグを含む広大な領土がバージニア州に属していた。
ボルチモア・アンド・オハイオ鉄道 (B&O) が1842年にマーティンズバーグまで開通した。B&O機関車庫と駅複合施設が最初に建設されたのが1849年だった。
「地下鉄道 (秘密結社)の設立者」であり、その歴史家でもあるウィリアム・スティルに拠れば、ロバート・ブラウン、別名トマス・ジョーンズが1856年クリスマスの夜にマーティンズバーグで奴隷の身分から逃亡した。ブラウンは馬で走り、凍っていたポトマック川を泳いで渡らせた。40マイルを駆けた後で、冷たく濡れた衣服のまま2日間歩き、ペンシルベニア州ハリスバーグに到着した。そこからは地下鉄道の支援を受け、列車でフィラデルフィアに行って、ペンシルベニア反奴隷制度協会のウィリアム・スティルの事務所に行った。ブラウンの妻と4人の子供たちは売り払われた。ブラウンは家族を見つける手伝いを求めた。妻の似顔絵を持っており、また家族それぞれの髪の房も持っていた。
1854年、10歳のイザベル・ボイド、通称ベルが家族と共にマーティンズバーグに移って来た。彼女の父ベンジャミンが雑貨店を経営した。南北戦争が始まると、ベンジャミンはバージニア第2歩兵連隊に入隊した。この部隊は南軍の有名な将軍ストーンウォール・ジャクソンの旅団に入っていた。北軍のロバート・パターソン将軍の指揮する部隊がマーティンズバーグを占領したとき、ボイドの妻メアリーがその家に居た。北軍の兵士の集団がボイドの家に北軍の旗を掲げようとしたときに、メアリーがそれを拒んだ。フレデリック・マーティンという兵士がメアリーを脅すと、ベルがマーティンを銃で撃った。ベルは結局無罪となった。
ベルは間もなく南軍のスパイとなり、北軍の情報をジャクソン将軍やJ・E・B・"ジェブ"・スチュアート将軍に提供したことで知られている。ボイド家には奴隷のエリザ・コージーがおり、ベルが読み書きを教えていたが、ベルはエリザの助けを得られることが多かった。1863年、ベルはマーティンズバーグで北軍に逮捕されて収監された。戦後はスパイの経験を題材に講演旅行を行った。ボイドのギリシャ復古調の家は、彼が1853年に建てて、1855年に売却したものだったが、長い間に所有者が何人も変わった。1992年、バークレー郡歴史協会がこの家を購入した。この協会が建物を改修し、現在はバークレー郡博物館として運営している。ベル・ボイド邸とも呼ばれている。
ウェストバージニアの住人の大半はヨーマンと呼ばれる自作農であり、南北戦争中も北軍を支持し、バージニア州からの分離に賛成票を投じた。戦中に新しいウェストバージニア州が連邦への加盟を認められた。マーティンズバーグ市は1868年3月30日、ウェストバージニア州議会の法によって法人化された。
マーティンズバーグは鉄道産業とその労働者の中心となった。1877年の鉄道大ストライキは1877年7月14日にマーティンズバーグ市で始まり、全国に広がった。
1883年、マーティンズバーグ市で電話サービスが始まった。1889年、ニューヨークのエディソン製造会社に認められたフランチャイズの一部として、マーティンズバーグ市に電力が供給されるようになった。
1891年、マーティンズバーグで織物工場が操業を始めた。この会社は世界最大の紳士用靴下メーカーとなった。
「アポロ市民劇場」の建設が1913年に完成した。
第一次世界大戦には、バークレー郡から1,000人以上の者が出征した。その中で41人が戦死し、21人が負傷した。これらの者に捧げる記念碑が1925年に建立された。
第二次世界大戦では、マーティンズバーグのニュートン・D・ベイカー病院が数多い負傷兵の手当てを行った。1946年、この軍事病院はアメリカ合衆国退役軍人省の管轄に入った。現在も復員軍人局医療センターが退役兵の治療にあたっている。
1940年代後半から1950年代に始まった構造改革により、マーティンズバーグの多くの工場が閉鎖され、経営を止めたので、地元経済に大きな打撃になった。就職先はディープサウスに移され、さらに海外に渡った。

## 地理

### 場所と地形
マーティンズバーグ市は北緯39度27分33秒 西経77度58分4秒 / 北緯39.45917度 西経77.96778度 (39.459207, −77.967814)に位置している。マップクエストで見ると、ワシントンD.C.の北西、道路で約92マイル (148 km) にある。アメリカ国道11号線が町の中心を通り、また州間高速道路81号線が町の北側を通っている。
アメリカ合衆国国勢調査局に拠れば、市域全面積は6.67平方マイル (17.28 km2)であり、このうち陸地6.65平方マイル (17.22 km2)、水域は0.02平方マイル (0.05 km2)で水域率は0.29%である。

### 気候
マーティンズバーグ市は温暖湿潤気候（ケッペンの気候区分Cfb）から湿潤大陸性気候（同Dfb）に移行する場所にあり、はっきりした四季がある。冬は冷涼から寒く、1月の日中の気温は30.9°F (-0.6 ℃)、冬1シーズンの降雪量は26.6インチ (68 cm) である。夏は暑く湿気ており、7月の日中の気温は74.7°F (23.7 ℃)、気温が90°F (32 ℃) を超える日は年間27日ある。降水量はそこそこであり、冬は少なく、5月から7月が多い。過去最高気温は1936年7月11日に112°F (44 ℃)、過去最低気温は1994年1月21日の-18°F (-28 ℃)だった。
| マーティンズバーグの気候                              | マーティンズバーグの気候 | マーティンズバーグの気候 | マーティンズバーグの気候 | マーティンズバーグの気候 | マーティンズバーグの気候 | マーティンズバーグの気候 | マーティンズバーグの気候 | マーティンズバーグの気候 | マーティンズバーグの気候 | マーティンズバーグの気候 | マーティンズバーグの気候 | マーティンズバーグの気候 | マーティンズバーグの気候 |
| 月                                                    | 1月                      | 2月                      | 3月                      | 4月                      | 5月                      | 6月                      | 7月                      | 8月                      | 9月                      | 10月                     | 11月                     | 12月                     | 年                       |
| ----------------------------------------------------- | ------------------------ | ------------------------ | ------------------------ | ------------------------ | ------------------------ | ------------------------ | ------------------------ | ------------------------ | ------------------------ | ------------------------ | ------------------------ | ------------------------ | ------------------------ |
| 最高気温記録 °F （°C）                                | 80 (27)                  | 83 (28)                  | 88 (31)                  | 96 (36)                  | 100 (38)                 | 106 (41)                 | 112 (44)                 | 108 (42)                 | 103 (39)                 | 98 (37)                  | 86 (30)                  | 78 (26)                  | 112 (44)                 |
| 平均最高気温 °F （°C）                                | 39.5 (4.2)               | 43.2 (6.2)               | 52.6 (11.4)              | 64.0 (17.8)              | 72.7 (22.6)              | 81.7 (27.6)              | 85.8 (29.9)              | 83.9 (28.8)              | 76.7 (24.8)              | 65.4 (18.6)              | 54.3 (12.4)              | 42.8 (6)                 | 63.6 (17.6)              |
| 平均最低気温 °F （°C）                                | 22.3 (−5.4)              | 24.4 (−4.2)              | 31.4 (−0.3)              | 40.8 (4.9)               | 49.6 (9.8)               | 58.9 (14.9)              | 63.7 (17.6)              | 61.8 (16.6)              | 53.9 (12.2)              | 42.3 (5.7)               | 34.1 (1.2)               | 25.5 (−3.6)              | 42.4 (5.8)               |
| 最低気温記録 °F （°C）                                | −18 (−28)                | −10 (−23)                | −3 (−19)                 | 19 (−7)                  | 26 (−3)                  | 36 (2)                   | 41 (5)                   | 40 (4)                   | 29 (−2)                  | 17 (−8)                  | 6 (−14)                  | −12 (−24)                | −18 (−28)                |
| 降水量 inch （mm）                                    | 2.44 (62)                | 2.34 (59.4)              | 3.52 (89.4)              | 3.34 (84.8)              | 4.09 (103.9)             | 3.76 (95.5)              | 3.67 (93.2)              | 3.08 (78.2)              | 3.56 (90.4)              | 3.05 (77.5)              | 3.13 (79.5)              | 2.63 (66.8)              | 38.59 (980.2)            |
| 降雪量 inch （cm）                                    | 9.3 (23.6)               | 7.5 (19.1)               | 4.4 (11.2)               | .4 (1)                   | 0 (0)                    | 0 (0)                    | 0 (0)                    | 0 (0)                    | 0 (0)                    | 0 (0)                    | 1.1 (2.8)                | 3.8 (9.7)                | 26.6 (67.6)              |
| 平均降水日数 （≥0.01 in）                             | 9.4                      | 8.9                      | 10.6                     | 10.5                     | 12.6                     | 11.0                     | 10.1                     | 8.7                      | 8.8                      | 8.5                      | 9.3                      | 9.1                      | 117.6                    |
| 平均降雪日数 （≥0.1 in）                              | 3.7                      | 2.2                      | 1.7                      | .2                       | 0                        | 0                        | 0                        | 0                        | 0                        | 0                        | .5                       | 2.1                      | 10.4                     |
| 出典：NOAA (normals 1981−2010, extremes 1926−present) |                          |                          |                          |                          |                          |                          |                          |                          |                          |                          |                          |                          |                          |

## 人口動態

### 2010年国勢調査
以下は2010年国勢調査による人口統計データである。
| 基礎データ - 人口: 17,227 人 - 世帯数: 7,293 世帯 - 家族数: 4,106 家族 - 人口密度: 1,000.2人/km2（2,590.5人/mi2） - 住居数: 8,408 軒 - 住居密度: 488.2軒/km2（1,264.4 軒/mi2） 人種別人口構成 - 白人: 77.5% - アフリカン・アメリカン: 14.9% - ネイティブ・アメリカン: 0.4% - アジア人: 1.2% - 太平洋諸島系: 0.1% - その他の人種: 2.3% - 混血: 3.7% - ヒスパニック・ラテン系: 6.2% | 年齢別人口構成 - 18歳未満: 23.3% - 18 - 24歳: 8.6% - 25 - 44歳: 28.3% - 45 - 64歳: 26.3% - 65歳以上: 13.4% - 年齢の中央値: 37歳 - 性比（女性100人あたり男性の人口） - 総人口: 95.3 世帯と家族（対世帯数） - 18歳未満の子供がいる: 29.6% - 結婚・同居している夫婦: 35.3% - 未婚・離婚・死別女性が世帯主: 15.0% - 非家族世帯: 43.7% - 単身世帯: 35.4% - 65歳以上の老人1人暮らし: 12.6% - 平均構成人数 - 世帯: 2.32人 - 家族: 3.00人 |

### 2000年国勢調査
以下は2000年国勢調査による人口統計データである。
| 基礎データ - 人口: 14,972 人 - 世帯数: 6,684 世帯 - 家族数: 3,689 家族 - 人口密度: 1,149.2人/km2（2,977.4 人/mi2） - 住居数: 7,432 軒 - 住居密度: 570.5軒/km2（1,478.0 軒/mi2） 人種別人口構成 - 白人: 83.90% - アフリカン・アメリカン: 11.63% - ネイティブ・アメリカン: 0.40% - アジア人: 0.63% - 太平洋諸島系: 0.02% - その他の人種: 1.26% - 混血: 2.17% - ヒスパニック・ラテン系: 2.91% | 年齢別人口構成 - 18歳未満: 23.1% - 18 - 24歳: 9.6% - 25 - 44歳: 28.7% - 45 - 64歳: 22.3% - 65歳以上: 16.4% - 年齢の中央値: 37歳 - 性比（女性100人あたり男性の人口） - 総人口: 91.0 - 18歳以上: 88.6 世帯と家族（対世帯数） - 18歳未満の子供がいる: 24.9% - 結婚・同居している夫婦: 36.7% - 未婚・離婚・死別女性が世帯主: 13.7% - 非家族世帯: 44.8% - 単身世帯: 37.6% - 65歳以上の老人1人暮らし: 15.2% - 平均構成人数 - 世帯: 2.21人 - 家族: 2.92人 | 収入と家計 - 収入の中央値 - 世帯: 29,495米ドル - 家族: 36,954米ドル - 性別 - 男性: 29,697米ドル - 女性: 22,212米ドル - 人口1人あたり収入: 16,314米ドル - 貧困線以下 - 対人口: 20.0% - 対家族数: 14.7% - 18歳未満: 28.8% - 65歳以上: 15.1% |

## 経済
マーティンズバーグ市と周辺での主要な民間雇用主としては、クアド/グラフィックス、エコラブ、オージル、メイシーズ、フェデックスがある。2015年2月、プロクター・アンド・ギャンブル社が市の近くに5億ドルを掛けて施設を建設する計画を発表した。
市内には、アメリカ合衆国内国歳入庁、アメリカ沿岸警備隊操作システムセンター、同ナショナル・マリタイムセンター、アルコール・タバコ・火器及び爆発物取締局、退役軍人管理センターなど、連邦政府機関である多くの雇用主もある。
マーティンズバーグIRS施設は、内国歳入庁の事業計算センターの1つである（もう1つはテネシー州メンフィスにある）。マーティンズバーグの施設は国内の企業から提出された税金の電子ファイルの大半を加工し、納税申告書の電子ファイルではその約3分の1を処理する。
ウェストバージニア州空軍第167空輸部隊が東ウェストバージニア地域空港を本拠としている。
1912年から1922年には、ノーウォークと呼ばれた自動車会社があった。ここで組み立てられた自動車は州内で作られた自動車の中でも最長期間製造されたものだった。

### 医療

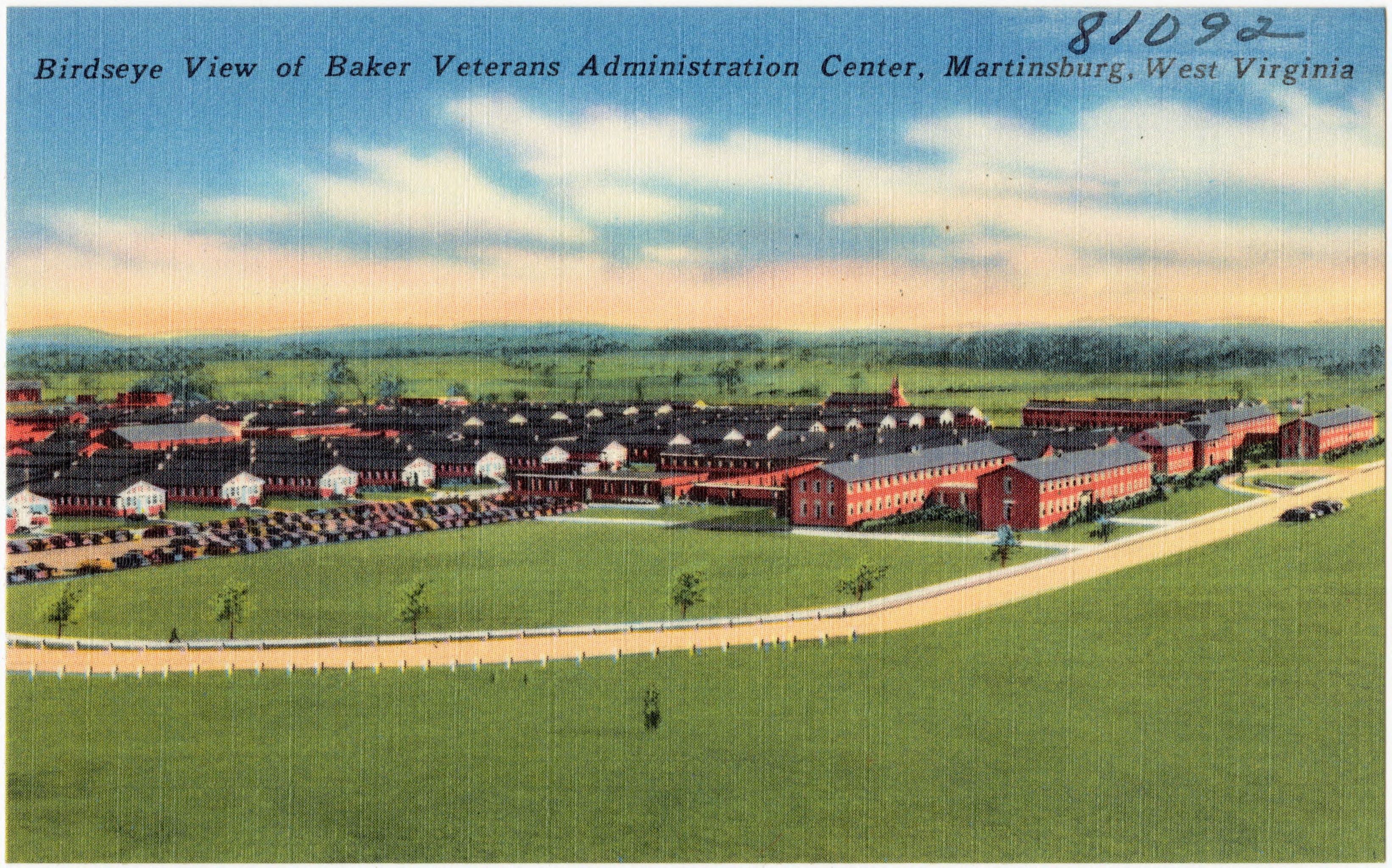
退役軍人医療センターを描いた絵葉書

- バークレー医療センター（元ウェストバージニア大学病院東シティ病院とシティ病院）
- 退役軍人医療センター

### ショッピング
- マーティンズバーグ・モール: 床面積551,351平方フィート (51,222.2 m2)、約50店舗、アンカー店はウォルマート、J.C.ペニー、ボン・トン。1991年開業。フォックスクロフト・アベニュー。州間高速道路81号線出口12番と13番が近い

その他の小売業地区には以下のものがある
- コモンズ・ショッピングセンター: 床面積400,000平方フィート (37,000 m2)、アンカー店はターゲット、ディックス・スポーティング・グッズ、ベスト・バイ、TJマックス、ステイプルズ、ブックス・ア・ミリオン、ベッド・バス・アンド・ビヨンド、マイケルズ、ペッツマート、ファイブ・ビロー。リテイル・コモンズ・パークウェイ。州間高速道路81号線出口12番が近い
- オールド・コートハウス・スクエア: 床面積201,350平方フィート (18,706 m2)、アンカー店はフード・ライオンとオート・ズー。1987年開業。エドウィン・ミラー大通り
- アップル・ハーベスト・ドライブ: K-マート、フード・ライオン、ロウズ、アドバンス・オート
- ノースクイーン通り: ワイス・マーケッツ、トラクター・サプライ、ビッグロッツ、アーロンズ
- バークレイ・プラザ: ウィリアムズポート・パイク
- マーティンズバーグ・プラザ: ウィンチェスター・アベニュー

## 教育

### 小学校と中間学校
- バッククリークバレー小学校
- ベディントン小学校
- バークレイハイツ小学校
- バンカーヒル小学校
- バークストリート小学校
- ジェラーズタウン小学校
- インウッド小学校
- マーロー小学校
- オペクォン小学校
- ローズモント小学校
- スプリングミルズ小学校
- タスカローラ小学校
- バレービュー小学校
- ウィンチェスター・アベニュー小学校
- マウンテンリッジ中間学校
- ポトマック中間学校
- オーチャードビュー中間学校
- ミルクリーク中間学校
- イーグルスクール中間学校
- トマホーク中間学校
- セントジョセフ・カトリック学校

### 中学校
- ノース中学校
- サウス中学校
- スプリングミルズ中学校
- ヘッジズビル中学校
- マウンテンリッジ中学校
- マッスルマン中学校

### 高校
- マーティンズバーグ高校
- マッスルマン高校
- ヘッジズビル高校
- スプリングミルズ高校[13]

### 高等教育機関
- ブルーリッジ・コミュニティ・アンド・テクニカル・カレッジ、マーティンズバーグ
- ジェイムズ・ラムジー工業大学、マーティンズバーグ
- チャールストン大学マーティンズバーグ校
- バレー工業カレッジマーティンズバーグ校[14]

## 交通

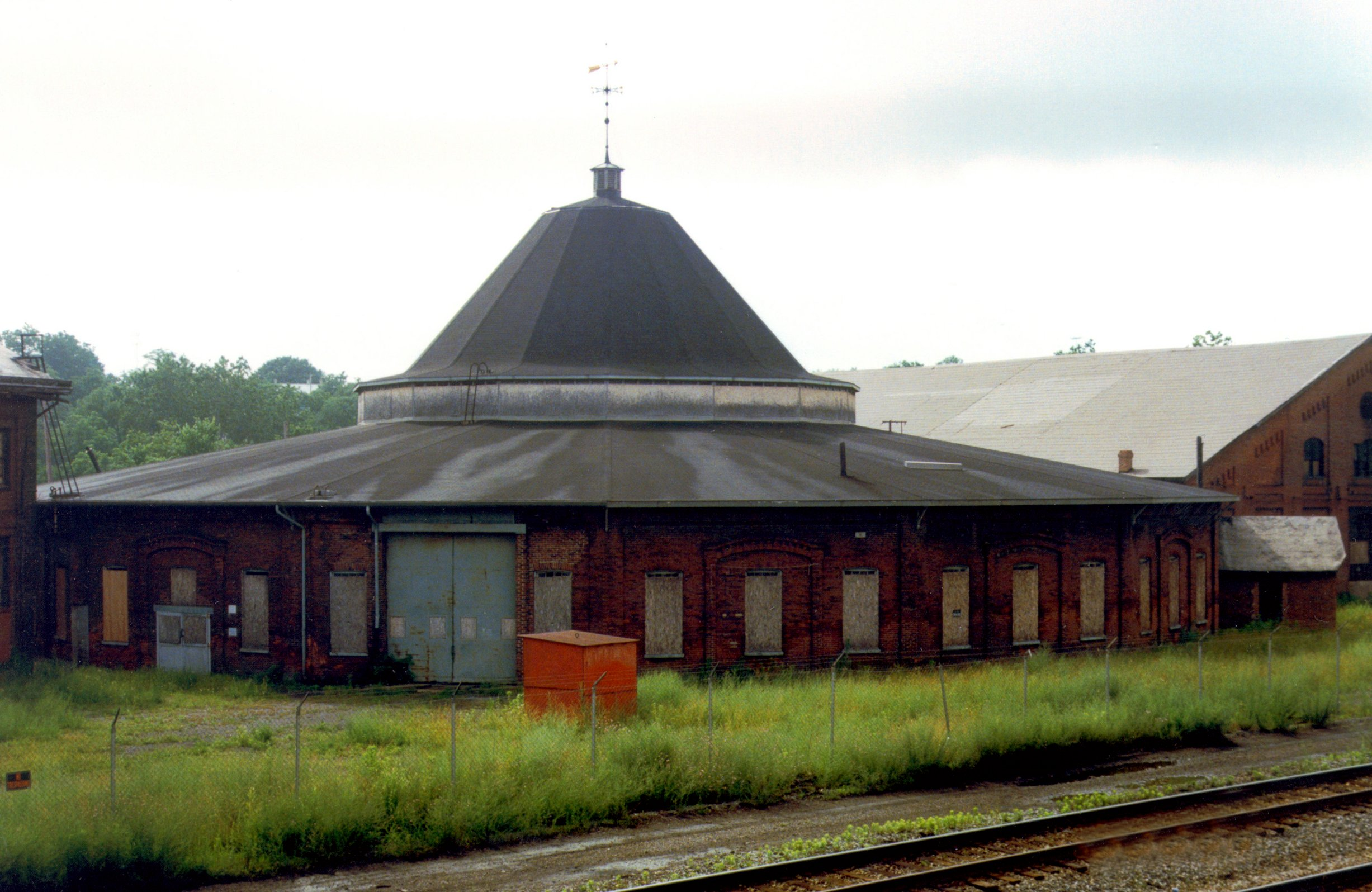
ボルチモア・アンド・オハイオ鉄道機関車庫と駅複合施設

### 主要高規格道路
- 州間高速道路81号線
- アメリカ国道11号線
- ウェストバージニア州道9号線
- ウェストバージニア州道45号線
- ウェストバージニア州道51号線
- ウェストバージニア州道901号線

### 大量輸送機関
マーティンズバーグ駅はイースト・マーティン通り229にある。アムトラックのシカゴとワシントン間の夜行長距離列車キャピトル・リミテッド号が1日1往復停車する。そのほかメリーランド通勤鉄道がウィークデイにブランズウィック線を運行しており、当駅が終着駅である。ワシントンD.C.のユニオン駅に通じている。
イースタン・パンハンドル交通局、通称「パン・トラン」が、市内とバークレー郡の周辺地域、ジェファーソン郡にバス便を運行している。
東ウェストバージニア地域空港が市の南にあり、一般用途に供している。商業便のある最寄りの空港はヘイガーズタウン地域空港であり、市の中心から北に約40キロメートルにある。最寄りの国際空港はワシントンD.C.に近いワシントン・ダレス国際空港であり、市から東に約100キロメートルの位置にある。

## メディア

### 印刷物
- 「ザ・ジャーナル」、日刊のコミュニティ紙
- 「アラウンド・ザ・パンハンドル」、ウェブサイトの雑誌、月2回更新[16]

### ラジオ
市内にはAMラジオが2局、FMラジオが3局ある。

### テレビ
マーティンズバーグはヘイガーズタウン小市場に属し、さらにニールセンの指定するワシントンD.C.・ヘイガーズタウン・テレビ市場に入る。国内では第9位の大きさである。
マーティンズバーグがテレビの材料になったのは次のようなものだった。
- FOXチャンネルのドラマ 『Xファイル』のエピソード「Small Potatoes」（第4シーズン第20回）で舞台になった。ただし撮影は別の場所で行われた
- ザ・ラーニング・チャンネルのドラマ『Gypsy Sisters』で舞台になった

## 姉妹都市・友好都市
- 嘉義市（中華民国）

## 著名な出身者
- ニュートン・ディール・ベイカー、政治家、アメリカ合衆国陸軍長官（在任1916年-1921年）
- スコット・ブレット、メジャーリーグベースボール選手、ピッツバーグ・パイレーツ、シカゴ・カブス
- ウォルター・ディーン・マイヤーズ、小説家
- ハック・ウィルソン、メジャーリーグベースボール選手、ニューヨーク・ジャイアンツ、シカゴ・カブス